# Islamic Philosophy, Theology and Science
Islamic Philosophy, Theology and Science. Texts and Studies ist eine seit 1986 im niederländischen Brill-Verlag erscheinende islamwissenschaftliche Buchreihe (ISSN 0169-8729), die Forschungsergebnisse zu Themen der islamischen Philosophie, Theologie und Wissenschaft, insbesondere zur Ideengeschichte des frühen Islam liefert. Aufgrund des Mangels an gedruckten Ausgaben vieler islamischer Quellen ist das Studium der mittelalterlichen islamischen Philosophie, Theologie und Wissenschaft ein eher vernachlässigtes Forschungsgebiet. Herausgeber der Reihe sind Hans Daiber vom Orientalischen Seminar der Johann Wolfgang Goethe-Universität Frankfurt am Main sowie Anna Akasoy und Emilie Savage-Smith. Die Reihe umfasst mehr als 100 Titel und erscheint unregelmäßig.

## Übersichtstabelle der bis November 2019 erschienenen oder geplanten Titel
| |
| 1 Ibn Rushd's Metaphysics: A Translation with Introduction of Ibn Rushd's Commentary on Aristotle's Metaphysics, Book Lām, by Ch. Genequand. Ibn Rushd. 1986. ISBN 978-90-04-08093-5. |
| 2 Wāsil ibn ‘Aṭā’ als Prediger und Theologe: Ein neuer Text aus dem 8. Jahrhundert n. Chr. Herausgegeben mit Übersetzung und Kommentar. Daiber. 1988. ISBN 978-90-04-08369-1. |
| 3 The medieval Islamic controversy between philosophy and orthodoxy: Ijmā‘ and ta’wīl in the conflict between al-Ghazālī and Ibn Rushd. de Bello. 1989. ISBN 978-90-04-08092-8. |
| 4 Avicenna and the Aristotelian Tradition: Introduction to Reading Avicenna's Philosophical Works. Dimitri Gutas. 1988. ISBN 978-90-04-08500-8. |
| 5 On the Proof of God's Existence: Kitāb al-Dalīl al-Kabīr. Edited with Translation, Introduction and Notes by B. Abrahamov. Unknown. 1990. ISBN 978-90-04-08985-3. |
| 6 Ibn Sīnā und die peripatetische 'Aussagenlogik': Übersetzung aus dem Ungarischen von Johanna Till. Maróth. 1989. ISBN 978-90-04-08487-2. |
| 7 Logic and Aristotle's Rhetoric and Poetics in Medieval Arabic Philosophy. Black. 1990. ISBN 978-90-04-09286-0. |
| 8 Ethical Theories in Islam. Majid F. Fakhry. 1994. ISBN 978-90-04-09300-3. |
| 9 The Poetics of Alfarabi and Avicenna. S. Kemal. 1991. ISBN 978-90-04-09371-3. |
| 10 Socrates in Medieval Arabic Literature. Alon. 1991. ISBN 978-90-04-09349-2. |
| 11 Qusṭā ibn Lūqā's Medical Regime for the Pilgrims to Mecca: The Risāla fī tadbīr safar al-ḥajj. Bos. 1992. ISBN 978-90-04-09541-0. |
| 12 A Medieval Muslim Scholar at Work: Ibn Ṭāwūs and his Library. Kohlberg. 1992. ISBN 978-90-04-09549-6. |
| 13 Naturwissenschaft bei den Arabern im 10. Jahrhundert n. Chr.: Briefe des Abū l-Faḍl Ibn al-‘Amīd (gest. 360/970) an ‘Aḍudaddaula. Mit Einleitung, kommentierter Übersetzung und Glossar. Herausgeber: Daiber. 1993. ISBN 978-90-04-09755-1. |
| 14 The Physical Theory of Kalām: Atoms, Space, and Void in Basrian Mu‘tazilī Cosmology. Alnoor Dhanani. 1993. ISBN 978-90-04-09831-2. |
| 15 The Abbreviation of the Introduction to Astrology: Together with the Medieval Latin Translation of Adelard of Bath. Abu Ma‘šar. 1994. ISBN 978-90-04-09997-5. |
| 16 Dispensatorium Parvum (al-Aqrābādhīn al-saghīr). Sabur Ibn-Sahl. Herausgeber: Oliver Kahl. 1994. ISBN 978-90-04-10004-6. |
| 17 Die Araber und die antike Wissenschaftstheorie [Übersetzung aus dem Ungarischen von Johanna Till und Gábor Kerekes]. Miklos Maróth. 1994. ISBN 978-90-04-10008-4. |
| 18 Morality in the Guise of Dreams: A Critical Edition of Kitāb al-Manām, with Introduction, by Leah Kinberg. Ibn Abi al-Dunya and Kinberg. 1994. ISBN 978-90-04-09818-3. |
| 19 Averroes und die arabische Moderne: Ansätze zu einer Neubegründung des Rationalismus im Islam. Anke von Kügelgen. 1994. ISBN 978-90-04-09955-5. |
| 20 Al-Fārābī and Aristotelian Syllogistics: Greek Theory and Islamic Practice. Joep Lameer. 1994. ISBN 978-90-04-09884-8. |
| 22 Muslim Writers on Judaism and the Hebrew Bible: From Ibn Rabban to Ibn Hazm. Camilla Adang. 1996. ISBN 978-90-04-10034-3. |
| 23 An Islamic Response to Greek Astronomy: Kitāb Ta‘dīl Hay’at al-Aflāk of sadr al-Sharī‘a. Edited with Translation and Commentary. Ahmad Dallal. 1995. ISBN 978-90-04-09968-5. |
| 24 The World of Ibn ṭufayl: Interdisciplinary Perspectives on ḥayy ibn Yaqẓān. Lawrence Conrad. 1996. ISBN 978-90-04-10135-7. |
| 25 The Conclusive Argument from God: Shāh Walī Allāh of Delhi's ḥujjat Allāh al-Bāligha. Hermansen. 1995. ISBN 978-90-04-10298-9. |
| 26 Anthropomorphism and Interpretation of the Qur’ān in the Theology of al-Qāsim ibn Ibrāhīm: Kitāb al-Mustarshid. Edited with Translation, Introduction and Notes. Binyamin Abrahamov. 1996. ISBN 978-90-04-10408-2. |
| 27 The Qur’an as Text. Herausgeber: Wild. 1996. ISBN 978-90-04-10344-3. |
| 28 Islam: Essays on Scripture, Thought and Society. A Festschrift in Honour of Anthony H. Johns. Herausgeber: Street and Peter Riddell. 1997. ISBN 978-90-04-10692-5. |
| 29/1 Oeuvres philosophiques et scientifiques d'al-Kindī, Volume 1 Optique et la Catoptrique. Herausgeber: Jolivet and Roshdi Rashed. 1996. ISBN 978-90-04-09781-0. |
| 29/2 Oeuvres philosophiques et scientifiques d'al-Kindī, Volume 2 Métaphysique et cosmologie. Herausgeber: Jolivet and Rashed. 1998. ISBN 978-90-04-11073-1. |
| 30 Al-Māturīdī und die Sunnitische Theologie in Samarkand. Rudolph. 1996. ISBN 978-90-04-10023-7. |
| 31 Averroes and the Aristotelian Tradition. Sources, Constitution and Reception of the Philosophy of Ibn Rushd (1126-1198). Proceedings of the Fourth Symposium Averroicum (Cologne, 1996). Herausgeber: Jan Aertsen and Gerhard Endress. 1999. ISBN 978-90-04-11308-4. |
| 32 Islamic Sainthood in the Fullness of Time: Ibn al-‘Arabī's Book of the Fabulous Gryphon. Gerald Elmore. 1999. ISBN 978-90-04-10991-9. |
| 33 Abū Ma‘šar on Historical Astrology: The Book of Religions and Dynasties (On the Great Conjunctions) (2 vols). Volume I: The Arabic original: Abū Ma‘šar, K. al-Milal wa d-duwal (The Book on Religions and Dynasties). Arabic text edited by Keiji Yamamoto, with an English translation by Keiji Yamamoto and Charles Burnett. Volume II: The Latin Versions: Albumas. Herausgeber: Yamamoto and Charles Burnett. 1999. ISBN 978-90-04-11733-4. |
| 35 Freethinkers of Medieval Islam: Ibn al-Rāwandī, Abū Bakr al-Rāzī, and Their Impact on Islamic Thought. Sarah Stroumsa. 1999. ISBN 978-90-04-11374-9. |
| 36 World-maps for Finding the Direction and Distance to Mecca: Innovation and Tradition in Islamic Science. David King. 1999. ISBN 978-90-04-11367-1. |
| 37 Scripture and Exegesis in Early Imāmī Shiism. Meir M. Bar-Asher. 1999. ISBN 978-90-04-11495-1. |
| 38 Consciousness & Reality: Studies in Memory of Toshihiko Izutsu. Herausgeber: Sayyid Jalal al-Din Ashtiyani, Hideichi Matsubara, Takashi Iwami and Akiro Matsumoto. 1999. ISBN 978-90-04-11586-6. |
| 39 Theologie, Philosophie und Mystik im zwölferschiitischen Islam des 9./15. Jahrhunderts: Die Gedankenwelten des Ibn Abī Ǧumhūr al-Aḥsā'ī (um 838/1434/35 – nach 906/1501). Sabine Schmidtke. 2000. ISBN 978-90-04-11531-6. |
| 40 Apostasie und Toleranz im Islam: Die Entwicklung zu al-Ġazālīs Urteil gegen die Philosophie und die Reaktionen der Philosophen. Frank Griffel. 2000. ISBN 978-90-04-11566-8. |
| 41 Suffering in Mu‘tazilite Theology: ‘Abd al-Jabbār's Teaching on Pain and Divine Justice. Heemskerk. 2000. ISBN 978-90-04-11726-6. |
| 42 Ibrāhīm Ibn Sinān. Logique et Géométrie au Xe siècle. Roshdi Rashed and Hélène Bellosta. 2000. ISBN 978-90-04-11804-1. |
| 43 Islamische Philosophie und die Krise der Moderne: Das Verhältnis von Leo Strauss zu Alfarabi, Avicenna und Averroes. Georges Tamer. 2001. ISBN 978-90-04-12029-7. |
| 44 Alexander of Aphrodisias on the Cosmos: Arabic text with English Translation, Introduction and Commentary. Genequand. 2001. ISBN 978-90-04-11963-5. |
| 45 Nature, Man and God in Medieval Islam (2 vols.). Herausgeber: Edwin Calverley and James Pollock. 2001. ISBN 978-90-04-12102-7. |
| 46 A Medieval Critique of Anthropomorphism. Ibn al-Jawzī's. Merlin Swartz. 2002. ISBN 978-90-04-12376-2. |
| 47 Arabic Astronomy in Sanskrit: Al-Birjandī on Tadhkira II, Chapter 11 and its Sanskrit Translation. Herausgeber: Takanori Kusuba and David Pingree. 2001. ISBN 978-90-04-12475-2. |
| 48 Fakhr-al-Dīn al-Rāzī and Thomas Aquinas on the Question of the Eternity of the World. Muammer Iskenderoglu. 2002. ISBN 978-90-04-12480-6. |
| 49 The Making of the Avicennan Tradition: The Transmission, Contents, and Structure of Ibn Sīnā's al-Mubāḥaṭāt (The Discussions). David Colum Reisman. 2002. ISBN 978-90-04-12504-9. |
| 50 Ibn ḥazm's Evangelienkritik: Eine methodische Untersuchung. Samuel-Martin Behloul. 2002. ISBN 978-90-04-12527-8. |
| 51 Mathematical Instrumentation in Fourteenth-Century Egypt and Syria: The Illustrated Treatise of Najm al-Dīn al-Miṣrī. François Charette. 2003. ISBN 978-90-04-13015-9. |
| 52 Before and After Avicenna: Proceedings of the First Conference of the Avicenna Study Group. Herausgeber: David Colum Reisman. 2003. ISBN 978-90-04-12978-8. |
| 53 Sābūr ibn Sahl. The Small Dispensatory: Translated from the Arabic together with a study and glossaries. Jochem Kahl. 2003. ISBN 978-90-04-12996-2. |
| 54 Studies in the History of the Exact Sciences in Honour of David Pingree. Herausgeber: Jan P. Hogendijk, Kim Plofker, Michio Yano and Charles Burnett. 2003. ISBN 978-90-04-13202-3. |
| 55/1 In Synchrony with the Heavens, Volume 1 Call of the Muezzin (Studies I-IX). David King. 2003. ISBN 978-90-04-12233-8. |
| 55/2 In Synchrony with the Heavens, Volume 2 Instruments of Mass Calculation (Studies X-XVIII). David King. 2013. ISBN 978-90-04-14188-9. |
| 56 Interpreting Avicenna: Science and Philosophy in Medieval Islam: Proceedings of the Second Conference of the Avicenna Study Group. Herausgeber: Jon McGinnis. 2004. ISBN 978-90-04-13960-2. |
| 57 Frühe Šaiḫī- und Bābī-Theologie: Die Darlegung der Beweise für Muḥammads besonderes Prophetentum (Ar-Risāla fī Iṯbāt an-Nubūwa al-Ḫāṣṣa). Armin Eschraghi. 2004. ISBN 978-90-04-14034-9. |
| 58 Talking about God and Talking about Creation: Avicenna's and Thomas Aquinas' positions. Rahim Acar. 2005. ISBN 978-90-04-14477-4. |
| 59 Philosophie und Mystik in der späten Almohadenzeit: Die Sizilianischen Fragen des Ibn Sabٴ īn. Anna Ayşe Akasoy. 2005. ISBN 978-90-04-14522-1. |
| 60 Koranexegese, Grammatik und Logik: Zum Verhältnis von arabischer und aristotelischer Urteils-, Konsequenz- und Schlußlehre. Cornelia Schöck. 2005. ISBN 978-90-04-14588-7. |
| 61 Organizing Knowledge: Encyclopædic Activities in the Pre-Eighteenth Century Islamic World. Gerhard Endress. 2006. ISBN 978-90-04-14697-6. |
| 62 Early Islam between Myth and History: Al-Ḥasan al-Baṣrī (d. 110H/728CE) and the Formation of His Legacy in Classical Islamic Scholarship. Suleiman Mourad. 2006. ISBN 978-90-04-14829-1. |
| 63 The Reception of Aristotle's Metaphysics in Avicenna's Kitāb al-Šifā': A Milestone of Western Metaphysical Thought. Amos Bertolacci. 2006. ISBN 978-90-04-14899-4. |
| 64 The Teleological Ethics of Fakhr al-Dīn al-Rāzī. Ayman Shihadeh. 2006. ISBN 978-90-04-14991-5. |
| 65 A Jewish Philosopher of Baghdad: ʿIzz al-Dawla Ibn Kammūna (d. 683/1284) and His Writings. Reza Pourjavadi and Sabine Schmidtke. 2006. ISBN 978-90-47-40963-2. |
| 66 Persian Wisdom in Arabic Garb (2 vols.): ʿAlī b. ʿUbayda al-Rayḥānī (D. 219/834) and his Jawāhir al-kilam wa-farāʾid al-ḥikam. ʿAlī b. ʿUbayda al-Rayḥānī. Herausgeber: Moshen Zakeri. 2006. ISBN 978-90-47-41875-7. |
| 67 Feder, Tafel, Mensch: Al-ʿĀmirīs Kitāb al-Fuṣūl fī l-Maʿālim al-ilāhīya und die arabische Proklos-Rezeption im 10. Jh. Elvira Wakelnig. 2006. ISBN 978-90-04-15255-7. |
| 68 Volkstümliche Astronomie im islamischen Mittelalter: Zur Bestimmung der Gebetszeiten und der Qibla bei al-Aṣbaḥī, Ibn Raḥīq und al-Fārisī. Petra Schmidl. 2007. ISBN 978-90-47-42050-7. |
| 69 Chance and Determinism in Avicenna and Averroes. Catarina Belo. 2007. ISBN 978-90-47-41915-0. |
| 70 The Dispensatory of Ibn at-Tilmīḏ: Arabic Text, English Translation, Study and Glossaries. Oliver Kahl. 2007. ISBN 978-90-47-41904-4. |
| 71 Neo-Muʿtazilismus? Intention und Kontext im modernen arabischen Umgang mit dem rationalistischen Erbe des Islam. Thomas Hildebrandt. 2007. ISBN 978-90-47-41962-4. |
| 72 Scripturalist Islam: The History and Doctrines of the Akhbārī Shīʿī School. Robert Gleave. 2007. ISBN 978-90-47-42162-7. |
| 73 Ibn Taymiyya's Theodicy of Perpetual Optimism. Jon Hoover. 2007. ISBN 978-90-47-42019-4. |
| 74 O ye Gentlemen: Arabic Studies on Science and Literary Culture: In Honour of Remke Kruk. Herausgeber: Arnoud Vrolijk and Jan Hogendijk. 2007. ISBN 978-90-47-42205-1. |
| 75 Islamic Thought in the Middle Ages: Studies in Text, Transmission and Translation, in Honour of Hans Daiber. Wim Raven. Herausgeber: Akasoy. 2008. ISBN 978-90-47-44192-2. |
| 76 Aristotle's Rhetoric in the East: The Syriac and Arabic translation and commentary tradition. Uwe Vagelpohl. 2008. ISBN 978-90-47-43342-2. |
| 77 The Works in Logic by Bosniac Authors in Arabic. Amir Ljubovic. 2008. ISBN 978-90-47-44197-7. |
| 78 Sābūr ibn Sahl's Dispensatory in the Recension of the ʿAḍudī Hospital. Jochem Kahl. 2008. ISBN 978-90-47-42455-0. |
| 79 Das Transzendentale bei Ibn Sīnā: Zur Metaphysik als Wissenschaft erster Begriffs- und Urteilsprinzipien. Tiana Koutzarova. 2009. ISBN 978-90-47-42454-3. |
| 80 Relational Syllogisms and the History of Arabic Logic, 900-1900. Khaled El-Rouayheb. 2010. ISBN 978-90-04-19099-3. |
| 81 Prophetic Niche in the Virtuous City: The Concept of Hikmah in Early Islamic Thought. Hikmet Yaman. Jun 2011. ISBN 978-90-04-19106-8. |
| 82 Philosophy in Early Safavid Iran: Najm al-Dīn Maḥmūd al-Nayrīzī and His Writings. Reza Pourjavady. 2011. ISBN 978-90-04-21477-4. |
| 83 Islamic Philosophy, Science, Culture, and Religion:Studies in Honor of Dimitri Gutas. Herausgeber: Felicitas Opwis and David Reisman. 2011. ISBN 978-90-04-21776-8. |
| 84 Kausalität in der Mu'tazilitischen Kosmologie:Das Kitāb al-Mu'aththirāt wa-miftāḥ al-muškilāt des Zayditen al-Ḥasan ar-Raṣṣāṣ (st. 584/1188). Jan Thiele. 2011. 978-90-04-21205-3 |
| 85 Method, Structure, and Development in al-Fārābī’s Cosmology. Damien Janos. 2012. ISBN 978-90-04-21732-4. |
| 86 Theologie in der jemenitischen Zaydiyya. Die naturphilosophischen Überlegungen des al-Ḥasan ar-Raṣṣāṣ. Jan Thiele. 2013. ISBN 978-90-04-25127-4. |
| 87 An Eleventh-Century Egyptian Guide to the Universe: The Book of Curiosities, Edited with an Annotated Translation. Herausgeber: Emilie Savage-Smith and Yossef Rapoport. 2013. ISBN 978-90-04-25699-6. |
| 88 ʿAbd al-Laṭīf al-Baġdādī’s Philosophical Journey: From Aristotle’s Metaphysics to the ‘Metaphysical Science’. Cecilia Martini Bonadeo. 2013. 978-90-04-25891-4 |
| 89 Avicenna and the Aristotelian Tradition: Introduction to Reading Avicenna's Philosophical Works. Second, Revised and Enlarged Edition, Including an Inventory of Avicenna’s Authentic Works. Dimitri Gutas. 2014. ISBN 978-90-04-26207-2. |
| 90 The Sufi Doctrine of Man: Ṣadr al-Dīn al-Qūnawī's Metaphysical Anthropology. Richard Todd. 2014. ISBN 978-90-04-27126-5. |
| 91 Avicenna in Medieval Hebrew Translation: Ṭodros Ṭodrosi’s Translation of Kitāb al-Najāt, on Psychology and Metaphysics. Gabriella Elgrably-Berzin. 2014. ISBN 978-90-04-28197-4. |
| 92 The Alexandrian Summaries of Galen’s On Critical Days: Editions and Translations of the Two Versions of the Jawāmiʿ, with an Introduction and Notes. Gerrit Bos and Y. Tzvi Langermann. 2014. ISBN 978-90-04-28222-3. |
| 93 The Sanskrit, Syriac and Persian Sources in the Comprehensive Book of Rhazes. Oliver Kahl. 2015. ISBN 978-90-04-29024-2. |
| 94 Islam and Rationality: The Impact of al-Ghazālī. Papers Collected on His 900th Anniversary. Vol. I. Georges Tamer. 2015. ISBN 978-90-04-29095-2. |
| 95 Doubts on Avicenna: A Study and Edition of Sharaf al-Dīn al-Masʿūdī’s Commentary on the Ishārāt. Ayman Shihadeh. 2015. ISBN 978-90-04-30253-2. |
| 96 The Arabic Version of Ṭūsī's Nasirean Ethics: With an Introduction and Explanatory Notes. Joep Lameer. 2015. ISBN 978-90-04-30750-6. |
| 97 The Birth of Indology as an Islamic Science: Al-Bīrūnī’s Treatise on Yoga Psychology. Mario Kozah. 2015. ISBN 978-90-04-30554-0. |
| 98 Islam and Rationality: The Impact of al-Ghazālī. Papers collected on his 900th Anniversary. Vol. 2. Frank Griffel. 2015. ISBN 978-90-04-30749-0. |
| 99 The Theology of Abū l-Qāsim al-Balkhī/al-Kaʿbī (d. 319/931). Racha el Omari. 2016. ISBN 978-90-04-25968-3. |
| 100 Le Cercle des lettres de l’alphabet Dā’irat al-aḥruf al-abjadiyya: Un traité pratique de magie des lettres attribué à Hermès. Cécile Bonmariage and Sébastien Moureau. 2016. ISBN 978-90-04-32154-0. |
| 101 Nahrungsmittel in der arabischen Medizin. Das Kitāb al-Aġḏiya wa-l-ašriba des Naǧīb ad-Dīn as-Samarqandī. Juliane Müller. 2017. ISBN 978-90-04-34509-6. |
| 102 Culture persane et médecine ayurvédique en Asie du Sud. Fabrizio Speziale. 2018. ISBN 978-90-04-35276-6. |
| 103 Sprachphilosophie in der islamischen Rechtstheorie: Zur avicennischen Klassifikation der Bezeichnung bei Faḫr ad-dīn ar-Rāzī (gest. 1210). Nora Kalbarczyk. 2018. ISBN 978-90-04-36633-6. |
| 104 Ibn Qayyim al-Jawziyya and the Divine Attributes: Rationalized Traditionalistic Theology. Miriam Ovadia. 2018. ISBN 978-90-04-37251-1. |
| 105 ʿUbaidallāh Ibn Buḫtīšūʿ on Apparent Death: The Kitāb Taḥrīm dafn al-aḥyāʾ, Arabic Edition and English Translation with a Hebrew Supplement by Gerrit Bos. Oliver Kahl and Gerrit Bos. 2018. ISBN 978-90-04-37231-3. |
| 106 The Great Introduction to Astrology by Abū Maʿšar (2 vols.). Keiji Yamamoto † and Charles Burnett. 2019. ISBN 978-90-04-38123-0. |
| 107 Essentialität und Notwendigkeit: Avicenna und die Aristotelische Tradition. Fedor Benevich. 2018. ISBN 978-90-04-38002-8. |
| 108 Le plaisir, le bonheur, et l’acquisition des vertus: Édition du Livre X du Commentaire moyen d’Averroès à l’Éthique à Nicomaque d’Aristote: Accompagnée d’une traduction française annotée, et précédée de deux études sur le Commentaire moyen d’Averroès à l’Éthique à Nicomaque. Frédérique Woerther. 2018. ISBN 978-90-04-38113-1. |
| 109 Knowing God: Ibn ʿArabī and ʿAbd al-Razzāq al-Qāshānī’s Metaphysics of the Divine. Ismail Lala. 2019. ISBN 978-90-04-40164-8. |
| 111 Ibn Taymiyya on Reason and Revelation: A Study of Darʾ taʿāruḍ al-ʿaql wa-l-naql. Carl Sharif El-Tobgui. 2019. ISBN 978-90-04-41286-6. |